# Chu dai chiu fung
Pour plus de détails, voir Fiche technique et Distribution.
Chu dai chiu fung (樹大招風) est un film hongkongais réalisé par Jevons Au, Frank Hui et Vicky Wong, sorti en 2016.

## Synopsis
L'histoire de trois gangsters - Kwai Ching-hung, Yip Kwok-foon et Cheuk Tze-keung - à Hong Kong en 1997, avant la rétrocession à la Chine.

## Fiche technique
- Titre : Chu dai chiu fung
- Titre original : 樹大招風
- Réalisation : Jevons Au, Frank Hui et Vicky Wong
- Scénario : Tin Shu Mak, Man Hong Lung et Thomas Ng
- Photographie : Rex Chan
- Montage : Allen Leung et David M. Richardson
- Production : Johnnie To et Nai-Hoi Yau
- Société de production : Milky Way Image Company, Beijing Hairun Pictures Company, Media Asia Films et Shanghai Hairun Film & TV Production
- Pays :  Hong Kong et  Chine
- Genre : Drame et thriller
- Durée : 97 minutes
- Dates de sortie : 
  -  Hong Kong : 7 avril 2016

## Distribution
- Richie Ren : Yip Kwok-foon
- Jordan Chan : Cheuk Tze-keung
- Gordon Lam : Kwai Ching-hung
- Kwong Leung Wong : « The Fence »
- Yueh Hua : Ho Yu Kei
- Stephen Au : l'inspecteur Wu
- Lam Suet : le chef Fong
- Wan Yeung-ming : « Old Dog »
- Philip Keung : Fai
- Frankie Chi-Hung Ng : Ding
- Chi-Sing Law : Gui
- Ying To Li : le chef Song
- Aoi Hang-kwai Ma : Bowie
- Tat Chi Yu : Cheng Kin-kuen
- Kai Zhang : Hong Qi

## Distinctions
Le film a reçu sept nominations aux Hong Kong Film Awards et a remporté cinq prix : Meilleur film, Meilleur réalisateur, Meilleur scénario, Meilleur acteur pour Gordon Lam et Meilleur montage.